# Vonhung állomás
Vonhung (Wonheung) állomás a szöuli metró 3-as vonalának állomása Kjonggi (Gyeonggi) tartomány Kojang (Goyang) városában.

## Viszonylatok
| 3-as vonal                            | 3-as vonal             | 3-as vonal                            |
| ------------------------------------- | ---------------------- | ------------------------------------- |
| Vondang (Wondang) Tehva (Daehwa) felé | Ilszan (Ilsan) szakasz | Szamszong (Samsong) Ogum (Ogeum) felé |